# Судове рішення
Судове рішення — у широкому значенні — акт судового розгляду справи будь-якого виду провадження. Судове рішення також називають актом реалізації судової влади. Метою судового рішення є досягнення юридичної визначеності у спірних правовідносинах, яке переконує сторони і суспільство у справедливості суду, утвердженні ним прав людини та запобігає стану невизначеності в аналогічних ситуаціях.
В Україні під цим узагальнювальним терміном розуміються документи багатьох видів: власне рішення, висновок Конституційного Суду, вирок, постанова, ухвала, окрема ухвала тощо. Судові рішення ухвалюються судами іменем України і є обов'язковими до виконання на всій території України.

## Якість судового рішення
Якість судового рішення — основний критерій якості правосуддя.
Критерії якісного судового рішення:
1. Правосудність
2. Своєчасність
3. Вмотивованість
4. Чіткість
5. Чиста мова
6. Доступний стиль[2].

## Структура судового рішення

### Вступна частина
Вступна частина судового рішення містить основні його реквізити, за якими його можна легко ідентифікувати.
У вступній частині має бути зазначено:
- дату (число, місяць, рік), а якщо це має значення, також і час ухвалення судового рішення (година і хвилина);
- місце ухвалення судового рішення (назва населеного пункту, де розташований суд);
- точне найменування суду відповідно до Указу Президента України про його утворення;
- прізвища та ініціали професійного судді, якщо справу розглядав суддя одноособово, професійних суддів (або також і народних засідателів), якщо справу розглядала колегія суддів, і секретаря судового засідання.

### Описова частина
В описовій частині судового рішення узагальнено викладається позиція осіб, які беруть участь у справі (сторін, третіх осіб, їх представників), і основний зміст доказів, досліджених судом. Тут суд не має права давати своїх оцінок ні позиції осіб, які беруть участь у справі, ні доказам.
Для вироку в кримінальному провадженні закон описової частини не передбачає.

### Мотивувальна частина
У мотивувальній частині судового рішення суд спочатку наводить встановлені ним обставини у справі, що необхідні для її вирішення, із посиланням на докази, за якими ці обставини було встановлено, а також мають бути зазначені мотиви, з яких суд не врахував окремих доказів, з посиланням на неналежність, недопустимість, недостовірність, непереконливість тощо та з необхідними поясненнями. Тобто тут відображаються результати оцінки судом доказів.
Після цього суд має дати аналіз цих обставин під кутом зору права.

### Резолютивна частина
У резолютивній частині знаходить відображення присуд суду — тобто відповідь суду на кожну вимогу ініціатора процесу.
Спочатку суд викладає свій висновок про задоволення вимог повністю чи частково або про відмову в їх задоволенні.
У разі задоволення позову суд викладає свій висновок по суті кожної вимоги в обсязі, в якому їх було задоволено, шляхом зазначення відповідного способу захисту.
У резолютивній частині суд також наводить свій висновок про розподіл судових витрат між сторонами відповідно до задоволених чи незадоволених судом вимог.
Наприкінці резолютивної частини суд обов'язково повинен зазначити строк і порядок набрання судовим рішенням законної сили та його оскарження.

## Змістовні вимоги до судового рішення
Судове рішення повинно бути законним, обґрунтованим і вмотивованим.
- Законним є рішення, ухвалене компетентним судом згідно з нормами матеріального права з дотриманням усіх процесуальних вимог.
- Обґрунтованим є рішення, ухвалене судом на підставі об'єктивно з'ясованих обставин, які підтверджені доказами, дослідженими під час судового розгляду та оціненими судом належним чином.
- Вмотивованим є рішення, в якому наведені належні і достатні мотиви та підстави його ухвалення[4].

## Ухвалення судового рішення
Суд ухвалює судове рішення іменем України безпосередньо після закінчення судового розгляду.
Судове рішення ухвалюється простою більшістю голосів суддів, що входять до складу суду.
Судове рішення ухвалюється в нарадчій кімнаті складом суду, який здійснював судовий розгляд. Ухвали можуть бути постановлені без виходу до нарадчої кімнати. Вони заносяться секретарем судового засідання в журнал судового засідання.
Якщо рішення ухвалюється в нарадчій кімнаті, відповідні питання вирішуються за результатами наради суддів шляхом голосування, від якого не має права утримуватися ніхто з суддів. Головуючий голосує останнім. У разі ухвалення судового рішення в нарадчій кімнаті його підписують усі судді.
Датою ухвалення рішення у справі є день його проголошення.

### Окрема думка судді
Окрема думка судді — це процесуальна форма незгоди одного із суддів з рішенням суду в цілому. Цей інститут діє у багатьох країнах і на міжнародному рівні. За КПК України, кожен суддя з колегії суддів має право викласти письмово окрему думку, яка не оголошується в судовому засіданні, а приєднується до матеріалів провадження і є відкритою для ознайомлення.

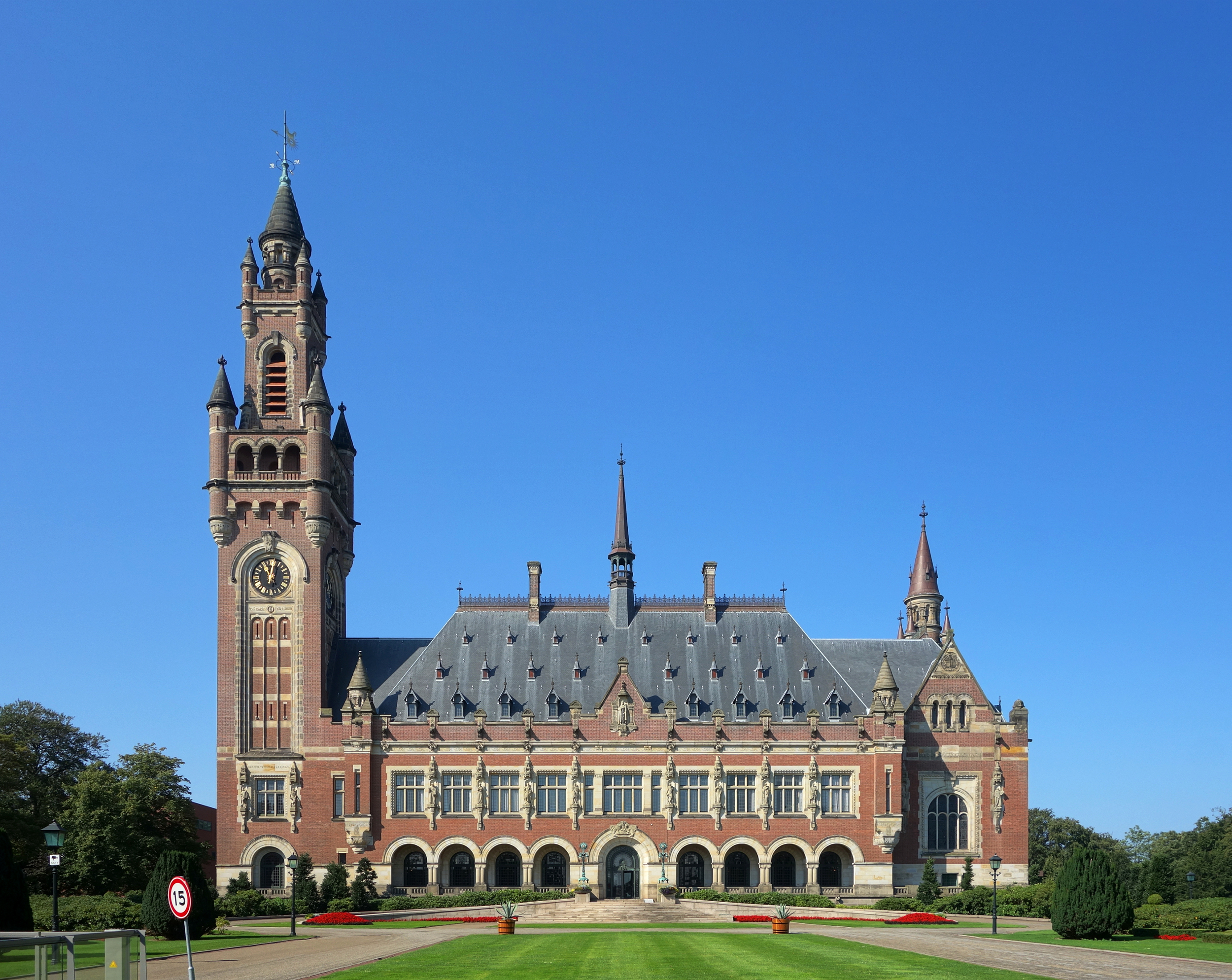
Міжнародний суд

Регламент Міжнародного суду ООН встановлює, що, коли рішення у цілому або в частині не відбиває одностайної думки суддів, кожний суддя має право подати свою окрему думку (англ. separate opinion, фр. opinion individuelle).
В Україні окремі думки суддів поширені в конституційному судочинстві.

### Виправлення описок та арифметичних помилок у судовому рішенні
Суд може з власної ініціативи або за заявою осіб, які беруть участь у справі, виправити допущені у судовому рішенні описки чи арифметичні помилки.
Вирішуючи питання про виправлення описок чи арифметичних помилок, допущених у судовому рішенні, суд не має права змінювати його зміст. Він лише усуває такі неточності, які впливають на можливість реалізації судового рішення чи його правосудності.

## Види судових рішень
Залежно від того, на якій стадії процесу суд ухвалює судові рішення, їх можна поділити на проміжні (якими провадження у справі у суді певної інстанції не закінчено) та кінцеві (якими суд закінчує розгляд справи у суді певної інстанції).
| Вид судочинства                              | І інстанція                                                         | Апеляційна інстанція                                     | Провадження у Верховному Суді                            |                                                          |
| -------------------------------------------- | ------------------------------------------------------------------- | -------------------------------------------------------- | -------------------------------------------------------- | -------------------------------------------------------- |
| Кримінальне                                  | Ухвала Ухвала слідчого судді Вирок (Виправдувальний; Обвинувальний) | Ухвала Вирок                                             | Ухвала Постанова                                         |                                                          |
| У справах про адміністративні правопорушення | Ухвала Постанова                                                    | Ухвала Постанова                                         | Ухвала Постанова                                         |                                                          |
| Цивільне                                     | Ухвала Окрема ухвала Рішення (Заочне рішення) Судовий наказ         | Ухвала Окрема ухвала Постанова                           | Ухвала Окрема ухвала Постанова                           |                                                          |
| Господарське                                 | Ухвала Окрема ухвала Рішення Судовий наказ                          | Ухвала Окрема ухвала Постанова                           | Ухвала Окрема ухвала Постанова                           |                                                          |
| Адміністративне                              | Ухвала Окрема ухвала Рішення                                        | Ухвала Окрема ухвала Постанова                           | Ухвала Окрема ухвала Постанова                           |                                                          |
| Конституційне                                | Ухвала • Рішення (акт тлумачення Конституції) • Висновок            | Ухвала • Рішення (акт тлумачення Конституції) • Висновок | Ухвала • Рішення (акт тлумачення Конституції) • Висновок | Ухвала • Рішення (акт тлумачення Конституції) • Висновок |

### Додаткове рішення
Додаткове рішення може бути ухвалено у випадку, якщо суд не вирішив якого-небудь питання, яке підлягало вирішенню. Воно не може змінити суті основного рішення чи вирішувати вимоги, не досліджені в судовому засіданні.

### Роз'яснення рішення
Якщо рішення суду є незрозумілим для осіб, які брали участь у справі, або для державного виконавця, суд за їхньою заявою постановляє ухвалу, в якій роз'яснює своє рішення, не змінюючи при цьому його змісту.
В ухвалі суд викладає більш повно та ясно ті частини рішення, розуміння яких викликає труднощі, не вносячи змін у суть рішення і не торкаючись питань, які не були предметом судового розгляду. Роз'яснення рішення не допускається, якщо воно вже виконане.

## Відкритість судових рішень
Принцип публічного проголошення рішення у залі судового засідання після закінчення розгляду справи закріплено у статті 6 Європейської Конвенції про захист прав людини і основоположних свобод, а також усіх українських процесуальних кодексах.
Після виходу суду з нарадчої кімнати головуючий зачитує текст судового рішення. Під час
проголошення рішення зазвичай присутні як особи, які беруть участь у справі, так і громадськість у залі судового засідання.
Інколи судові рішення можуть бути проголошені і в прямому ефірі телебачення, як це було
у справі про визнання неправомірними дій Центральної виборчої комісії щодо встановлення результатів повторного голосування з виборів Президента України та складання протоколу про результати повторного голосування з виборів Президента України від 24 листопада 2004 р., яку розглядав Верховний Суд України. Але це поки що, мабуть, єдиний випадок у сучасній історії України.
Відкритість судових рішень, відповідно до статті 2 Закону України «Про доступ до судових рішень», забезпечується такими способами:
1. проголошенням судового рішення в залі судового засідання;
2. забезпеченням доступу до матеріалів справи та наданням копії рішення;
3. оприлюдненням судових рішень у мережі Інтернет;
4. публікацією текстів судових рішень у друкованих виданнях.

Єдиний державний реєстр судових рішень є автоматизованою системою збирання, зберігання, захисту, обліку, пошуку та надання електронних копій судових рішень.
До Реєстру мають вноситись усі письмові рішення судів загальної юрисдикції — у цивільних, адміністративних, господарських, кримінальних справах, а також у справах про адміністративні проступки.
Судові рішення, внесені до Реєстру, є відкритими для безкоштовного цілодобового доступу; користувачам надаються можливості пошуку, перегляду, копіювання та роздрукування судових рішень або їхніх частин.
Тексти окремих судових рішень можна знайти також на сайтах (сторінках) деяких судів:
- http://ccu.gov.ua - сайт Конституційного Суду України
- https://web.archive.org/web/20180807034809/http://www.scourt.gov.ua/ - сайт Верховного Суду України
- http://arbitr.gov.ua - сайт Вищого господарського суду України
- http://vasu.gov.ua - сайт Вищого адміністративного суду України
- https://web.archive.org/web/20181107223650/http://sc.gov.ua/ - сайт Вищого спеціалізованого суду України з розгляду цивільних і кримінальних справ.

В Інтернеті можна знайти й низку пошукових систем законодавства, де поряд із законодавчими актами є судова практика. Частина з цих систем є платною.
Рішення Європейського суду з прав людини українською мовою розміщено на сайті Міністерства юстиції України за адресою http://www.minjust.gov.ua/9329 (рішення проти України), а також на Українському порталі практики Європейського суду з прав людини http://eurocourt.in.ua.
Тексти судових рішень публікуються у різноманітних збірниках, періодичних виданнях судів — Судова апеляція, Вісник господарського судочинства, Вісник Вищого адміністративного суду України, Вісник Верховного Суду України, Рішення Верховного Суду України, Вісник Конституційного Суду України, Судоустрій і судочинство в Україні, а також у правничих журналах і газетах, зокрема в Юридичному віснику України, Юридичній газеті, Судово-юридичній газеті, Юридической практике, газеті Закон і бізнес тощо.